# Jens Eriksson (skidåkare)
Jens Eriksson, född 4 april 1987, är en svensk före detta längdskidåkare som tävlade på världscupsnivå och för Dala Floda IF. Han har en 4:e plats som bästa resultat i världscupen (sprinten i Tour de ski 29 december 2013).
Vid VM 2013 i Val di Fiemme tog sig Eriksson vidare till kvartsfinal i sprinten efter att ha hamnat på 29:e plats i kvalet.
På Vasaloppet 2013 blev han 5:a efter att länge ha legat med i tätgruppen.